# Конституционный референдум в Гельветической республике (1802)
Конституционный референдум в Гельветической республике проходил 25 мая 1802 года. В отличие от Конституции, принятой на референдуме 1798 года, новая Конституция, известная как Мальмезонская, не предусматривала референдумов. При голосовании избиратели, не участвовавшие в референдуме, считались как проголосовавшие за её принятие. Эта мера была принята для того, чтобы предотвратить возможное неодобрение. В результате 72,17% голосов было посчитано за принятие новой Конституции.

## Результаты
| Выбор                                | Голосов | %     |
| ------------------------------------ | ------- | ----- |
| За                                   | 239 625 | 72,17 |
| Против                               | 92 423  | 27,83 |
| Недействительных/пустых бюллетеней   | 0       | –     |
| Всего                                | 332 048 | 100   |
| Зарегистрированных избирателей/ Явка | 332 048 | 100   |
| Источник: Direct Democracy           |         |       |